# Čedomir Stanković
Čedomir Stanković (ur. 11 kwietnia 1993) – serbski siatkarz, grający na pozycji środkowego. 

## Sukcesy klubowe
Mistrzostwo Serbii:
- 2017, 2018[1]
- 2014, 2016
- 2015, 2022[2]

Puchar Serbii:
- 2015

Puchar Challenge:
- 2015[3]

Superpuchar Serbii:
- 2015

## Sukcesy reprezentacyjne
Mistrzostwa Świata Kadetów:
- 2009